# Иларие Воронка

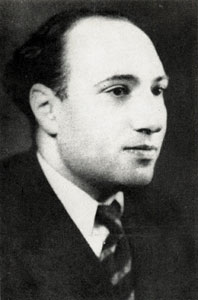

Иларие Воронка (рум. Ilarie Voronca, настоящее имя Эдуард Маркус (рум. Eduard Marcus), 31 декабря 1903, Брэила, Валахия — 8 апреля 1946, Париж) — румынский и французский поэт.

## Биография и творчество
Родился в еврейской семье. Дебютировал в 1922 году циклом символистских стихов в манере Дж. Баковии. Через год выступил с авангардистским манифестом в бухарестском журнале Contimporanul, сблизился с Т. Тцара. В 1927 году книга сюрреалистских стихов Воронки вышла на французском языке в Париже с рисунками Робера Делоне.
С 1933 года жил во Франции, перешёл на французский язык, в 1938 году получил французское гражданство. Сборники его стихов иллюстрировали Брынкуши, Шагал, Виктор Браунер и др.
Участвовал во французском Сопротивлении. В январе 1946 года посетил Румынию.
Покончил с собой, приняв сверхдозу снотворного и алкоголя (обычно он не пил), а потом включив на кухне газ.

## Посмертная судьба
В 1954 году в Париже был опубликован сборник неизданных стихов Воронки, в 1956 году — книга его избранных сочинений, в 1972 году его избранные стихотворения вышли на румынском языке в Бухаресте (перевел Саша Панэ). С 1996 года в Румынии издается собрание сочинений Воронки, в 2007 году планируется полное собрание его произведений во Франции.

## Произведения

### На румынском языке
- Restrişti (1923)
- Ulise (1928)
- Plante şi animale (1929)
- Brăţara nopţilor (1929)
- Zodiac (1930)
- Invitaţie la bal (1931)
- Incantaţii (1931)
- Patmos şi alte şase poeme (1933)
- Poeme alese (1972)
- Interviul; Unsprezece povestiri (1989)
- A doua lumină: proze (1996)

### На французском языке
- Colomba (1927)
- Poèmes parmi les hommes (1934)
- Patmos (1934)
- Permis de séjour (1935)
- La joie est pour l’homme (1936)
- La poésie commune (1936)
- Pater Noster (1937)
- Amitié des choses (1937)
- Oisiveté (1938)
- Le marchand de quatre saisons (1938)
- L’Apprenti fantôme (1938)
- Beauté de ce monde (1940)
- Lord Duveen ou l’invisible à la portée de tous (1941, проза)
- La confession d’une âme fausse (1942, проза)
- Les Témoins (1942)
- Arbre (1942)
- La clé des réalités (1944, проза)
- L’interview (1944, проза)
- Henrika (1945, роман)
- Souvenirs de la planète terre (1945, роман)
- Contre-solitude (1946)
- Onze récits (1968, избранная проза)
- Mais rien n’obscurcira la beauté de ce monde (2000)
- Perméables (2005, проза)